# فيلاجراند ستريسيلي
فيلاجراند ستريسيلي، (بالإنجليزية: Villagrande Strisaili)‏، (سردينيا: Biddamanna Istrisàili)، هي بلدية في مقاطعة نوورو، في إقليم سردينيا الإيطالي، وتقع على بعد حوالي 150 كم (93 ميل) شمال شرق كالياري، وحوالي 18 كم (11 ميل) شمال غرب تورتولي. 

## السكان
في سنة 1861 بلغ عدد السكان 1٬251 نسمة، وتطور العدد ليصل في سنة 2011 لـ 3٬376 نسمة.
يظهر هذا المخطط البياني تطور النمو السكاني لـ فيلاجراند ستريسيلي